# 44e cérémonie des Saturn Awards
La 44e cérémonie des Saturn Awards, récompensant les films, séries télévisées et téléfilms sortis en 2017 et les professionnels s'étant distingués cette année-là, s'est déroulée le 27 juin 2018.

## Palmarès
Les lauréats apparaissent en gras

### Cinéma
| Meilleur film tiré d'un comic | Meilleur film de science-fiction |
| --- | --- |
| - Black Panther - Les Gardiens de la Galaxie Vol. 2 - Logan - Spider-Man: Homecoming - Thor : Ragnarok - Wonder Woman | - Blade Runner 2049 - Alien: Covenant - Life : Origine inconnue - Star Wars, épisode VIII : Les Derniers Jedi - Valérian et la Cité des mille planètes - La Planète des singes : Suprématie |
| Meilleur film fantastique | Meilleur film d'horreur |
| - La Forme de l'eau - La Belle et la Bête - Downsizing - Jumanji : Bienvenue dans la jungle - Kong: Skull Island - Paddington 2 | - Get Out - 47 Meters Down - Annabelle 2 : La Création du mal - Watch Out - Ça - Mother! |
| Meilleur film d'action ou d'aventure | Meilleur thriller |
| - The Greatest Showman - Baby Driver - Dunkerque - Fast and Furious 8 - Hostiles - Kingsman : Le Cercle d'or | - Three Billboards : Les Panneaux de la vengeance - Section 99 - Le Crime de l'Orient-Express - Pentagon Papers - Bienvenue à Suburbicon - Wind River |
| Meilleure réalisation | Meilleur scénario |
| - Ryan Coogler – Black Panther - Guillermo del Toro – La Forme de l'eau - Patty Jenkins – Wonder Woman - Rian Johnson – Star Wars, épisode VIII : Les Derniers Jedi - Jordan Peele – Get Out - Matt Reeves – La Planète des singes : Suprématie - Denis Villeneuve – Blade Runner 2049 | - Star Wars, épisode VIII : Les Derniers Jedi – Rian Johnson - Black Panther – Ryan Coogler et Joe Robert Cole - Blade Runner 2049 – Hampton Fancher et Michael Green - Get Out – Jordan Peele - Logan – Scott Frank, James Mangold et Michael Green - La Forme de l'eau – Guillermo del Toro et Vanessa Taylor - Wonder Woman – Allan Heinberg, Zack Snyder, Jason Fuchs                                        |
| Meilleur acteur | Meilleure actrice |
| - Mark Hamill – Star Wars, épisode VIII : Les Derniers Jedi : Luke Skywalker - Chadwick Boseman – Black Panther : T'Challa / Black Panther - Ryan Gosling – Blade Runner 2049 : K - Hugh Jackman – Logan : James « Logan » Howlett / Wolverine / X-24 - Daniel Kaluuya – Get Out : Chris Washington - Andy Serkis – La Planète des singes : Suprématie : César - Vince Vaughn – Section 99 : Bradley Thomas | - Gal Gadot – Wonder Woman : Diana Prince / Wonder Woman - Sally Hawkins – La Forme de l'eau : Elisa Esposito - Frances McDormand – Three Billboards : Les Panneaux de la vengeance : Mildred Hayes - Lupita Nyong'o – Black Panther : Nakia - Rosamund Pike – Hostiles as Rosalie Quaid - Daisy Ridley – Star Wars, épisode VIII : Les Derniers Jedi : Rey - Emma Watson – La Belle et la Bête : Belle          |
| Meilleur acteur dans un second rôle | Meilleure actrice dans un second rôle |
| - Patrick Stewart – Logan : Charles Xavier / Professeur X - Harrison Ford – Blade Runner 2049 : Rick Deckard - Michael B. Jordan – Black Panther : N'Jadaka / Erik "Killmonger" Stevens - Michael Keaton – Spider-Man: Homecoming : Adrian Toomes / Le Vautour - Chris Pine – Wonder Woman : Steve Trevor - Michael Rooker – Les Gardiens de la Galaxie Vol. 2 : Yondu - Bill Skarsgård – Ça : « Ça » / Grippe-Sou | - Danai Gurira – Black Panther : Okoye - Ana de Armas – Blade Runner 2049 : Joi - Carrie Fisher – Star Wars, épisode VIII : Les Derniers Jedi : Générale Leia Organa (posthume) - Lois Smith – Marjorie Prime : Marjorie - Octavia Spencer – La Forme de l'eau : Zelda Delilah Fuller - Tessa Thompson – Thor : Ragnarok : Valkyrie - Kelly Marie Tran – Star Wars, épisode VIII : Les Derniers Jedi : Rose Tico |
| Meilleur jeune acteur | Meilleure décors |
| - Tom Holland – Spider-Man: Homecoming : Peter Parker / Spider-Man - Dafne Keen – Logan : Laura Kinney / X-23 - Sophia Lillis – Ça : Beverly Marsh - Millicent Simmonds – Le Musée des merveilles : Rose - Jacob Tremblay – Wonder : August "Auggie" Pullman - Letitia Wright – Black Panther : Shuri - Zendaya – Spider-Man: Homecoming : Michelle "MJ" Jones | - Black Panther – Hannah Beachler - La Belle et la Bête – Sarah Greenwood - Blade Runner 2049 – Dennis Gassner - La Forme de l'eau – Paul Denham Austerberry - Star Wars, épisode VIII : Les Derniers Jedi – Rick Heinrichs - Valérian et la Cité des mille planètes – Hugues Tissandier |
| Meilleur montage | Meilleure musique |
| - Star Wars, épisode VIII : Les Derniers Jedi – Bob Ducsay - Black Panther – Michael P. Shawver et Claudia Castello - Fast and Furious 8 – Christian Wagner et Paul Rubell - Get Out – Gregory Plotkin - Logan – Michael McCusker (en) et Dirk Westervelt - La Forme de l'eau – Sidney Wolinsky | - Coco – Michael Giacchino - Black Panther – Ludwig Göransson - The Greatest Showman – John Debney and Joseph Trapanese - La Forme de l'eau – Alexandre Desplat - Star Wars, épisode VIII : Les Derniers Jedi – John Williams - Le Musée des merveilles – Carter Burwell |
| Meilleurs costumes | Meilleur maquillage |
| - La Belle et la Bête – Jacqueline Durran - Black Panther – Ruth E. Carter - The Greatest Showman – Ellen Mirojnick - Star Wars, épisode VIII : Les Derniers Jedi – Michael Kaplan - Valérian et la Cité des mille planètes – Olivier Bériot - Wonder Woman – Lindy Hemming | - Black Panther – Joel Harlow et Ken Diaz - Blade Runner 2049 – Donald Mowat - Les Gardiens de la Galaxie Vol. 2 – John Blake et Brian Sipe - Ça – Alec Gillis, Sean Sansom, Tom Woodruff, Jr. et Shane Zander - La Forme de l'eau – Mike Hill et Shane Mahan - Star Wars, épisode VIII : Les Derniers Jedi – Peter Swords King et Neal Scanlan - Wonder – Arjen Tuiten                                          |
| Meilleurs effets visuels | Meilleur film indépendant |
| - Les Gardiens de la Galaxie Vol. 2 – Christopher Townsend, Guy Williams, Jonathan Fawkner et Dan Sudick - Black Panther – Geoffrey Baumann, Craig Hammack, et Dan Sudick - Blade Runner 2049 – John Nelson, Paul Lambert, Richard R. Hoover et Gerd Nefzer - Kong: Skull Island – Stephen Rosenbaum, Jeff White, Scott Benza et Mike Meinardus - Star Wars, épisode VIII : Les Derniers Jedi – Ben Morris, Mike Mulholland, Chris Corbould et Neal Scanlan - La Planète des singes : Suprématie – Joe Letteri, Dan Lemmon, Daniel Barrett et Joel Whist | - Wonder - Moi, Tonya - L. B. Johnson, après Kennedy - Lucky - My Wonder Women - Super Dark Times (en) - Le Musée des merveilles |
| Meilleur film international | Meilleur film d'animation |
| - La Légende de Baahubali - 2e partie - Brimstone - The Lodgers - The Man Who Invented Christmas - The Square - Wolf Warrior 2 | - Coco - Cars 3 - Moi, moche et méchant 3 - Baby Boss - Your Name. |

### Télévision
| Meilleure série de télévision d'adaptation de super-héros | Meilleure série de science fiction |
| --- | --- |
| - Flash - Arrow - Black Lightning - Legends of Tomorrow - Gotham - Marvel : Les Agents du SHIELD - Supergirl | - The Orville - The 100 - Colony - Doctor Who - The Expanse - Salvation - X-Files : Aux frontières du réel |
| Meilleure série fantastique | Meilleure série d'horreur |
| - Outlander - American Gods - Game of Thrones - The Good Place - Knightfall - Flynn Carson et les Nouveaux Aventuriers - The Magicians | - The Walking Dead - American Horror Story: Cult - Ash vs Evil Dead - Fear the Walking Dead - Preacher - The Strain - Teen Wolf |
| Meilleure série d'action ou thriller | Meilleur téléfilm, mini-série ou programme spécial |
| - Better Call Saul - L'Aliéniste - Animal Kingdom - Fargo - Into the Badlands - Mr. Mercedes - Riverdale | - Twin Peaks: The Return - Channel Zero - Descendants 2 - Doctor Who: Il était deux fois - Mystery Science Theater 3000: The Return - Okja - The Sinner |
| Meilleur acteur de télévision | Meilleure actrice de télévision |
| - Kyle MacLachlan – Twin Peaks: The Return : Dale Cooper - Jon Bernthal – The Punisher : Frank Castle / Punisher - Bruce Campbell – Ash vs. Evil Dead : Ash Williams - Sam Heughan – Outlander : Jamie Fraser - Jason Isaacs – Star Trek: Discovery : Capitaine Gabriel Lorca - Andrew Lincoln – The Walking Dead : Rick Grimes - Seth MacFarlane – The Orville : Ed Mercer - Ricky Whittle – American Gods : Shadow Moon | - Sonequa Martin-Green – Star Trek: Discovery : Michael Burnham - Gillian Anderson – X-Files : Agent Special du FBI, Dana Scully - Caitriona Balfe – Outlander : Claire Fraser - Melissa Benoist – Supergirl : Kara Danvers / Supergirl - Lena Headey – Game of Thrones : Cersei Lannister - Adrianne Palicki – The Orville : Commandant Kelly Grayson - Sarah Paulson – American Horror Story: Cult : Susan Atkins - Mary Elizabeth Winstead – Fargo : Nikki Swango                                |
| Meilleur acteur de télévision dans un second rôle | Meilleure actrice de télévision dans un second rôle |
| - Michael McKean – Better Call Saul : Chuck McGill - Nikolaj Coster-Waldau – Game of Thrones : Jaime Lannister - Miguel Ferrer – Twin Peaks: The Return : Albert Rosenfield (posthume) - Kit Harington – Game of Thrones : Jon Snow - Doug Jones – Star Trek: Discovery : Commandant Saru - Christian Kane – Flynn Carson et les Nouveaux Aventuriers : Jacob Stone - Khary Payton – The Walking Dead : King Ezekiel - Evan Peters – American Horror Story: Cult : Kai Anderson, Andy Warhol, Marshall Applewhite, David Koresh, Jim Jones, Jesus, : Charles Manson | - Rhea Seehorn – Better Call Saul : Kimberly "Kim" Wexler - Odette Annable – Supergirl : Samantha Arias / Reign - Dakota Fanning – L'Aliéniste : Sara Howard - Danai Gurira – The Walking Dead : Michonne - Melissa McBride – The Walking Dead : Carol Peletier - Candice Patton – Flash : Iris West Allen - Adina Porter – American Horror Story: Cult : Beverly Hope - Krysten Ritter – The Defenders : Jessica Jones                                                                             |
| Meilleur jeune acteur de télévision | Meilleur artiste invité |
| - Chandler Riggs – The Walking Dead : Carl Grimes - KJ Apa – Riverdale : Archie Andrews - Millie Bobby Brown – Stranger Things : Jane Ives / « Onze » / « Elfe » - Max Charles (en) – The Strain : Zach Goodweather - Alycia Debnam-Carey – Fear the Walking Dead : Alicia Clark - David Mazouz – Gotham : Bruce Wayne - Lili Reinhart – Riverdale : Betty Cooper - Cole Sprouse – Riverdale : Jughead Jones | - David Lynch – Twin Peaks: The Return : Gordon Cole - Bryan Cranston – Philip K. Dick's Electric Dreams : Silas Herrick - Michael Greyeyes – Fear the Walking Dead : Qaletqa Walker - Jeffrey Dean Morgan – The Walking Dead : Negan - Rachel Nichols – Flynn Carson et les Nouveaux Aventuriers : Nicole Noone - Jesse Plemons – Black Mirror : Robert Daly - Hartley Sawyer – Flash : Ralph Dibny / Elongated Man - Michelle Yeoh – Star Trek: Discovery : Georgiou, Capitaine de l'USS Shenzhou |
| Meilleur film ou série animé | Meilleure série numérique ou web-série |
| - Star Wars Rebels - Archer - BoJack Horseman - Tempête de boulettes géantes - Les Griffin - Rick et Morty - Les Simpson | - Star Trek: Discovery - Altered Carbon - Black Mirror - The Handmaid's Tale - Mindhunter - Philip K. Dick’s Electric Dreams - Stranger Things |
| Meilleure série de super-héros | |
| - The Punisher - Future Man - The Defenders - Iron Fist - Runaways - The Tick | |

### DVD
| Meilleure édition DVD | Meilleure édition spéciale DVD d'un classique |
| --- | --- |
| - Dave Made a Maze (en) - 2:22 - Colossal - Le Retour de Chucky - Devil's Whisper (en) - The Man from Earth: Holocene | - Lifeboat - Caltiki, le monstre immortel - Deluge - Satan, mon amour - The Old Dark House - Tobor the Great |
| Meilleure édition spéciale DVD | Meilleure édition DVD d'un programme télévisé |
| - La Nuit des morts-vivants (Criterion Collection) - Les Horizons perdus (80th Anniversary) - Les Aventuriers du monde perdu (Deluxe Edition) - Re-Animator (Special Edition) - Speed Racer (Collector’s Edition) - Suspiria (40th Anniversary Edition) | - American Gods (Saison 1) - Grimm (Série Complète) - 200 dollars plus les frais (Série Complète) - Twin Peaks: Une série d'événements limités - Vampire Diaries (Série Complète) - Westworld: Saison 1: Le Labyrinthe |
| Meilleure collection DVD | |
| - Dracula Complete Legacy Collection (Dracula, La Fille de Dracula, Le Fils de Dracula, La Maison de Frankenstein, La Maison de Dracula, et Deux Nigauds contre Frankenstein) - Abbott and Costello Rarities - Le Capitaine Marvel - Christopher Nolan 4K Collection (Batman Begins, Le Prestige, The Dark Knight, Inception, The Dark Knight Rises, Interstellar, et Dunkerque) - Fritz Lang: The Silent Films (La Peste à Florence, Les Araignées, Harakiri, Cœurs en lutte, Les Trois Lumières, Docteur Mabuse le joueur, Les Nibelungen, Metropolis, Les Espions, et La Femme sur la Lune) - The Mummy Complete Legacy Collection (La Momie, La Main de la momie, La Tombe de la Momie, La Malédiction de la Momie, Le Fantôme de la Momie, et Deux nigauds et la momie) - OSS 117 Cinq Film Collection (OSS 117 se déchaîne, Banco à Bangkok pour OSS 117, Furia à Bahia pour OSS 117, Atout cœur à Tokyo pour OSS 117, et Pas de roses pour OSS 117) | |

### Production en scène en direct
| Meilleure production en scène en direct |
| --- |
| - Something Rotten! (Segerstrom Center for the Arts) - Neverland (Segerstrom Center for the Arts) - Le Miracle sur la 34e rue (Pasadena Playhouse) - Oklahoma! (3D Theatricals) - Spamalot (3D Theatricals) - Zoot Suit (en) (Mark Taper Forum) |

### Special Award
- The President's Memorial Award : Guillermo del Toro
- Dan Curtis Award : Sarah Schechter
- Filmmaker's Showcase Award : Jake Kasdan
- Producer's Showcase Award : Jason Blum
- The Special Recognition Award : Don Mancini

## Statistiques

### Nominations multiples

#### Cinéma
- 14 nominations: Black Panther
- 13 nominations: Star Wars, épisode VIII : Les Derniers Jedi
- 9 nominations: Blade Runner 2049, La Forme de l'eau
- 6 nominations: Logan, Wonder Woman
- 5 nominations: Get Out
- 4 nominations: La Belle et la Bête, Les Gardiens de la Galaxie Vol. 2, Ça, Spider-Man: Homecoming, La Planète des singes : Suprématie
- 3 nominations: The Greatest Showman, Valérian et la Cité des mille planètes, Wonder, Le Musée des Merveilles
- 2 nominations: Coco, Fast & Furious 8, Hostiles, Kong: Skull Island, Thor : Ragnarok, Three Billboards : Les Panneaux de la vengeance

#### Télévision
- 7 nominations: The Walking Dead
- 5 nominations: Star Trek: Discovery, Twin Peaks: The Return
- 4 nominations: American Horror Story: Cult, Game of Thrones, Riverdale
- 3 nominations: American Gods, Flash, Flynn Carson et les Nouveaux Aventuriers, The Orville, Outlander, Supergirl
- 2 nominations: L'Aliéniste, Ash vs Evil Dead, Better Call Saul, Black Mirror, Doctor Who, Fargo, Fear the Walking Dead, Gotham, The Defenders, The Punisher, Philip K. Dick's Electric Dreams, The Strain, Stranger Things, X-Files

### Récompenses multiples

#### Cinéma
- 5 récompenses : Black Panther
- 3 récompenses : Star Wars, épisode VIII : Les Derniers Jedi
- 2 récompenses : Coco

#### Télévision
- 3 récompenses : Better Call Saul et Twin Peaks: The Return
- 2 récompenses : Star Trek: Discovery et The Walking Dead